# هنشل هااس ۲۹۳
هنشل ۲۹۳ (به آلمانی: Henschel Hs 293) بمب سرشی هدایت رادیویی آلمانی در جنگ جهانی دوم بود که بیشتر برای هدف قرار دادن کشتی‌ها طراحی شده بود. این جنگ افزار به صورت دستی و در میدان دید کنترل‌کننده به سوی هدف هدایت می‌شد و یکی از نخستین پیشگامان موشک‌های ضدکشتی امروزی بود. هنشل ۲۹۳ در شونفلد برلین به وسیلهٔ شرکت سهامی هواپیماسازی هنشل طراحی و ساخته می‌شد. هنشل ۲۹۳ بر پایهٔ بمب اس تسه ۵۰۰ ساخته شده بود و دارای بال و دم بود که آن را به بمب سرشی تبدیل می‌کرد.